# Kenneth Lay
Pour les articles homonymes, voir Lay.
Kenneth Lee Lay (né le 15 avril 1942 à Tyrone dans le Missouri aux États-Unis et mort le 5 juillet 2006 à Aspen dans le Colorado aux États-Unis d'une crise cardiaque) est un homme d'affaires américain. Il est surtout connu en tant que fraudeur alors qu'il occupait le poste de PDG d'Enron.
Lay fut président directeur général du groupe texan Enron de 1986 jusqu’à sa démission en janvier 2002.

## Affaire Enron
Lay a vendu pour plus de 300 millions de dollars en actions Enron de 1989 à 2001, la plupart provenant d'options sur titres. Entre septembre et octobre 2001, il a vendu une grande quantité d'actions Enron, alors que leur valeur était en train de décliner, tout en encourageant ses employés à s'en procurer, prétendant que leur valeur rebondirait.
Le 7 juillet 2004, le gouvernement américain a inculpé Lay pour son rôle dans l'effondrement d'Enron, son procès s'est ouvert le 30 janvier 2006 à Houston. En avril 2006, Lay est jugé en compagnie de Jeffrey Skilling à Houston au Texas. Le 25 mai 2006, il est déclaré coupable pour les six chefs d'accusation pour lesquels il était inculpé et risque des dizaines d'années de prison.
Kenneth Lay est mort d'une crise cardiaque (causée, d'après des rapports préliminaires d'autopsie, par une cardiopathie coronarienne) dans sa maison de vacances un peu plus d'un mois après ce jugement.
Aux États-Unis, plusieurs jours après la mort de cet homme de 64 ans, qui était au cœur du plus grand scandale financier de toute l'histoire des États-Unis et qui risquait de finir ses jours en prison, des doutes sur son décès ont subsisté jusqu'à son autopsie. Le rapport d'autopsie du docteur Robert Kurtzman, remis le 19 juillet 2006, indique avoir trouvé une paire de stents comme preuve d'un traitement antérieur pour attaques cardiaques, et que « trois artères de Kenneth Lay étaient bouchées à 90 % ». Ce rapport invalide les doutes portant sur les analyses toxicologiques le concernant.

## Sources
1. ↑  « Lay et Skilling sont reconnus coupables dans l'affaire Enron », La Presse canadienne, 25 mai 2006.
2. ↑  (en) « Enron founder Ken Lay dies », CNNMoney.com, 5 juillet 2006.